# ساموئل وولستنهولم
ساموئل وولستنهولم (به انگلیسی: Samuel Wolstenholme) بازیکن فوتبال زادهٔ ۱۸۷۸ اهل کشور انگلستان که سابقهٔ بازی در تیم ملی فوتبال انگلستان را در کارنامهٔ خود دارد. وی در تاریخ ۹ آوریل ۱۹۰۴ نخستین بازی ملی خود را در مقابل تیم ملی فوتبال اسکاتلند انجام داد و با حضور در ۳ بازی ملی، در تاریخ ۲۷ مارس ۱۹۰۵ واپسین بازی ملی‌اش را در برابر تیم ملی فوتبال ولز برگزار کرد.